# Light as a Feather (Return to Forever)
Light as a Feather (1972) è il secondo album registrato in studio della Fusion band Return to Forever, capitanata dal pianista e tastierista Chick Corea.
Light as a Feather, seconda registrazione della band, seguiva di otto mesi il loro primo album, Return to Forever. Lo stile musicale rimane pressoché inalterato, sebbene in questo album le tracce vocali abbiano una maggiore importanza rispetto al primo. Stavolta l'etichetta è la Polydor, non più la ECM, e lo stesso Chick Corea si vide nella parte di produttore, sebbene questo non abbia portato ad alcun cambiamento sensibile nel suono. Siccome l'album Return to Forever venne pubblicato negli Stati Uniti solo nel 1975, Light as a Feather rappresentò per molti ascoltatori il primo approccio con la nuova band di Chick Corea.
La prima traccia, You're Everything è una canzone di Chick Corea, che in seguito rivelò di preferire questa canzone a tutte le altre che compose. La traccia esordisce con un lento canto di Purim, a cui si aggiunge a mano a mano il resto della band creando una sensazione di lenta crescita. Il corto assolo è suonato da Joe Farrel al flauto. La seconda traccia, Light as a Feather, è la composizione principale di Stanley Clarke, e l'unica dell'album a non essere stata scritta da Corea. Sebbene vi siano alcuni interventi vocali di Purim, la maggior parte della canzone è formata dai lunghi assolo di Corea, Farrell e Clarke. Farrell inizialmente suona il flauto, ma durante il suo assolo suona il sassofono. La traccia seguente è Captain Marvel, un veloce pezzo latino, che prende nome dall'album di Stan Getz pubblicato lo stesso anno. Corea e Farrell eseguono assolo melodici durante tutta la durata della canzone, ed è molto difficile distinguere le parti improvvisate da quelle composte in precedenza.
Sia la DC Comics che la Marvel Comics hanno un supereroe chiamato Captain Marvel. (Si vedano le voci Capitan Marvel (DC Comics) e Capitan Marvel (Marvel Comics)).
Il lato B inizia con la canzone 500 Miles High. Come la traccia iniziale, si tratta di un pezzo vocale con lunghi assolo. Questa volta Farrell suona il sassofono per l'intera durata della traccia. Corea ha affermato in seguito che questa canzone non fa riferimento a una esperienza causata dalla droga, ma a uno spirito che vola in alto. La traccia seguente è una canzone per bambini, o Children's Song. Si tratta di una delle numerose Children's Songs composte da Corea, un pezzo breve, dalla melodia minimalista e accompagnata dalle percussioni secondo una figura volta a ricordare il tic-tac dell'orologio.
L'album termina con uno degli standard jazz più famosi di Corea, Spain. Questo pezzo è stato registrato molte volte, ma probabilmente questa è la sua interpretazione più nota. Corea, Farrell e Clarke si esibiscono in lunghi assolo e Purim ricalca la melodia principale cantando senza parole.

## Tracce
Lato A
1. You're Everything – 5:11 (testo: Neville Porter – musica: Chick Corea)
2. Light as a Feather – 10:57 (testo: Flora Purim – musica: Stanley Clarke)
3. Captain Marvel – 4:53 (testo: Neville Porter – musica: Chick Corea)

Durata totale: 21:01
Lato B
1. 500 Miles High – 9:07 (testo: Neville Porter – musica: Chick Corea)
2. Children's Song – 2:47 (musica: Chick Corea)
3. Spain – 9:51 (musica: Chick Corea)

Durata totale: 21:45

## Formazione
- Chick Corea - Fender Rhodes, pianoforte elettrico
- Stanley Clarke - contrabbasso, basso elettrico
- Joe Farrell - sassofono, flauto
- Flora Purim - voce, percussioni
- Airto Moreira - batteria